# Jean-Marcel Nartz
Jean-Marcel Nartz (* 8. Mai 1946 in Saint-Dié-des-Vosges) ist ein deutscher Boxfunktionär.

## Leben
Nartz wurde in Saint-Dié in den Vogesen geboren und kam im Alter von zwei Jahren nach Hamburg, wo er bei seinen Großeltern aufwuchs, ehe er ab dem sechsten Lebensjahr in Köln lebte. Sein Stiefvater war als Elektriker beim Siemens-Konzern tätig und mehrfach für die Beleuchtung von Boxveranstaltungen in Köln, Düsseldorf und Dortmund zuständig. Dorthin nahm er Jean-Marcel Nartz mit, der auf diese Weise mit dem Boxsport in Berührung kam und als Jugendlicher Kämpfen von Peter Müller, Bubi Scholz, Heinz Neuhaus, Erich Schöppner und Karl Mildenberger beiwohnte. Nartz boxte selbst nur im Training, wettkampfmäßig betrieb er die Sportart nicht.
Ab dem 15. Lebensjahr war er beruflich als Koch tätig. 1967 ging er beruflich nach London und besuchte während seiner sechs Jahre in der britischen Hauptstadt zudem zahlreiche Boxkämpfe. Er machte die Bekanntschaft von Mickey Duff und lernte bei dem britischen Boxpromoter, wie man Kampfpaarungen für Boxveranstaltungen zusammenstellt sowie Kampfabende aufzieht und durchführt. 1973 ging Nartz nach Deutschland zurück und arbeitete weiterhin als Koch, während er parallel dazu auch im Boxgeschäft Fuß fasste. Am 30. Juni 1978 führte er in Morsbach seine erste Boxveranstaltung durch, Ende der 1970er lernte er Wilfried Sauerland kennen, für dessen Boxstall er am 26. September 1980 in Köln erstmals einen Kampfabend veranstaltete. Er arbeitete fortan für Sauerland, blieb aber auch bis 1991 als Koch tätig, zuletzt im „Queens-Hotel“ in Nürnberg. Anschließend war Nartz hauptamtlich bei Sauerland angestellt, stellte für den Boxstall unter anderem die Kampfabende auf die Beine und die dort ausgetragenen Duelle zusammen und besorgte Werbepartner. Im Buch „Gebrauchsanweisung fürs Boxen“ von Bertram Job wird Nartz als „der eigentliche Motor“ von Sauerlands Geschäftsfeld Boxen bezeichnet.
Nartz wurde zu einem der angesehensten und erfolgreichsten Matchmaker in Europa, der über ein breites Netzwerk im Boxgeschäft verfügte. Sportjournalist Björn Jensen stufte ihn als „emotionalen Perfektionist“ ein. Trainer Ulli Wegner sagte 2019 rückblickend über Nartz, dieser sei „der beste [Matchmaker], den wir hatten in ganz Deutschland“ und bescheinigte ihm „ganz große Verdienste“ um das deutsche Berufsboxen. Nartz war als Technischer Leiter beim Sauerland-Boxstall entscheidend am Aufschwung des Profiboxens in Deutschland in den 1990er Jahren beteiligt, der insbesondere durch Sauerland-Boxer Henry Maske personifiziert wurde. Um Maske bekannt zu machen, ging Nartz vor dessen erstem WM-Kampf 1993 eigener Aussage nach „von Haus zu Haus, von Geschäft zu Geschäft“. Er habe „Klinken ohne Ende geputzt, um den Leuten begreiflich zu machen, dass wir wieder einen guten deutschen Boxer haben, bei dem es sich lohnt, ihn zu unterstützen“, wurde Nartz im Buch „Ready to rumble: Boxboom Deutschland“ von Gunnar Meinhardt zitiert. Bis 1997 war er bei Sauerland fest angestellt, arbeitete anschließend als Selbständiger weiterhin für den Boxstall, aber auch für andere Promoter wie Ulf Steinforth. Zwischen Nartz und Sauerland kam es 2002 zum Bruch, Nartz warf dem Promoter später vor, ihn betrogen und Geld vorenthalten zu haben. „Ihm einhundert Prozent vertraut zu haben, war mein größter Fehler“, sagte Nartz. Sauerland wiederum sprach von Nartz als „eine große menschliche Enttäuschung“.
Im Juli 2002 gab Nartz seinen Abschied von Sauerland bekannt und wurde für dessen Konkurrenten Klaus-Peter Kohl und seinen Universum-Stall tätig, für den er ab Januar 2003 als Technischer Leiter arbeitete. Da Nartz kein Universum-Angestellter war, sondern mit seinem Unternehmen Box Event GmbH freiberuflich für den Boxstall tätig war, nahm er auch Aufträge anderer Boxställe an, darunter Spotlight Boxing. Mitte des Jahres 2009 schied er bei Universum als Technischer Leiter aus dem Amt. Am 1. August 2009 wurde Nartz kommissarischer Vizepräsident des Bundes Deutscher Berufsboxer (BDB). Er war bis April 2010 BDB-Vize, seine Kandidatur für das BDB-Präsidentenamt zog er kurz vor der Abstimmung im April 2010 zurück. Nartz engagierte sich im Vorstand des europäischen Boxverbandes EBU sowie als Vizepräsident (ab 2010) und Punktrichter in der World Boxing Federation (WBF), zudem war er bei der WBF für die Überwachung des ordnungsgemäßen Ablaufs von Boxveranstaltungen zuständig.
Er führte zwischen 1978 und 2009 272 Boxveranstaltungen (insgesamt 1867 Kämpfe) durch. Nartz wurde als „lebendes Box-Lexikon“ bezeichnet, er verfügt in seinem Haus über eine private Sammlung von Boxdevotionalien. Im Juni 2019 zog sich Nartz im Alter von 73 Jahren aus gesundheitlichen Gründen als Funktionär aus dem Profiboxsport zurück. „Boxen war und ist mein Leben, aber in meinem Alter muss ich jetzt ein bisschen kürzertreten“, sagte er anlässlich seines Abschieds.